# Aleksandrów (Biłgoraj)
Pour les articles homonymes, voir Aleksandrów.
Aleksandrów (prononciation : [alɛkˈsandruf]) est un village polonais de la gmina d'Aleksandrów dans le powiat de Biłgoraj de la voïvodie de Lublin dans l'est de la Pologne.
Le village est le siège administratif (chef-lieu) de la gmina appelée gmina d'Aleksandrów.
Il se situe à environ 16 kilomètres au sud-est de Biłgoraj (siège du powiat) et 91 kilomètres au sud de Lublin (capitale de la voïvodie).
Le village compte approximativement une population de 3 135 habitants en 2008.

## Histoire
Pendant la Seconde Guerre mondiale, Aleskandrow a été le milieu de l'activité partisane contre la garnison locale allemande, et qui a suivi l'opération Sturmwind II qui a abouti à la bataille d'Osuchy. Dès le début de 1940 soit ou 1944, la moitié du village a été brûlé à la terre avant qu'un officier allemand de haut rang est venu par arrêter le massacre[Quoi ?].
De 1975 à 1998, le village est attaché administrativement à la voïvodie de Zamość.

Depuis 1999, il fait partie de la voïvodie de Lublin.

## Galerie
Autres vues d'Aleksandrów

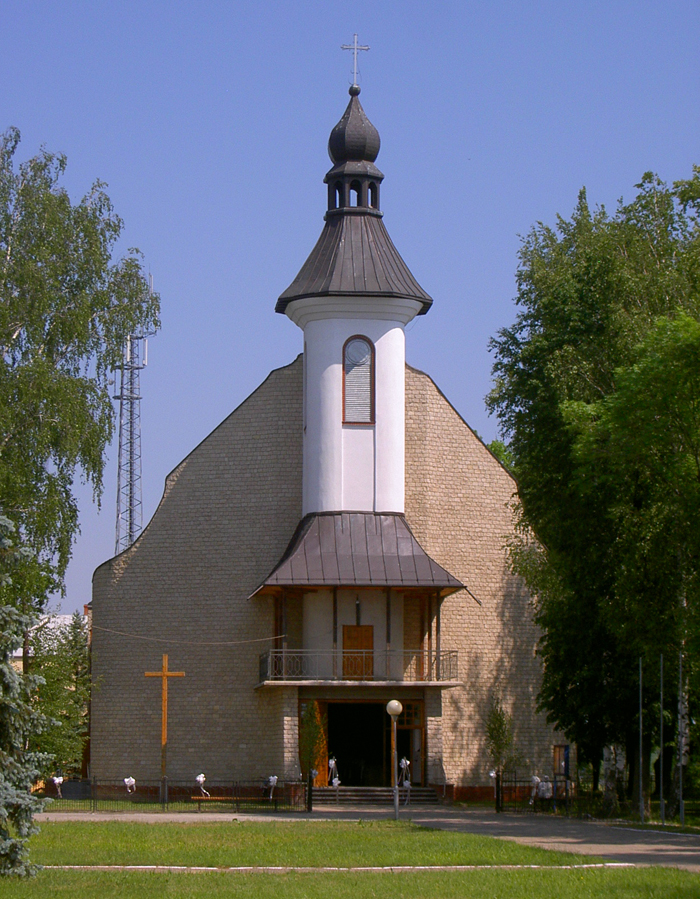
Église d'Aleksandrow
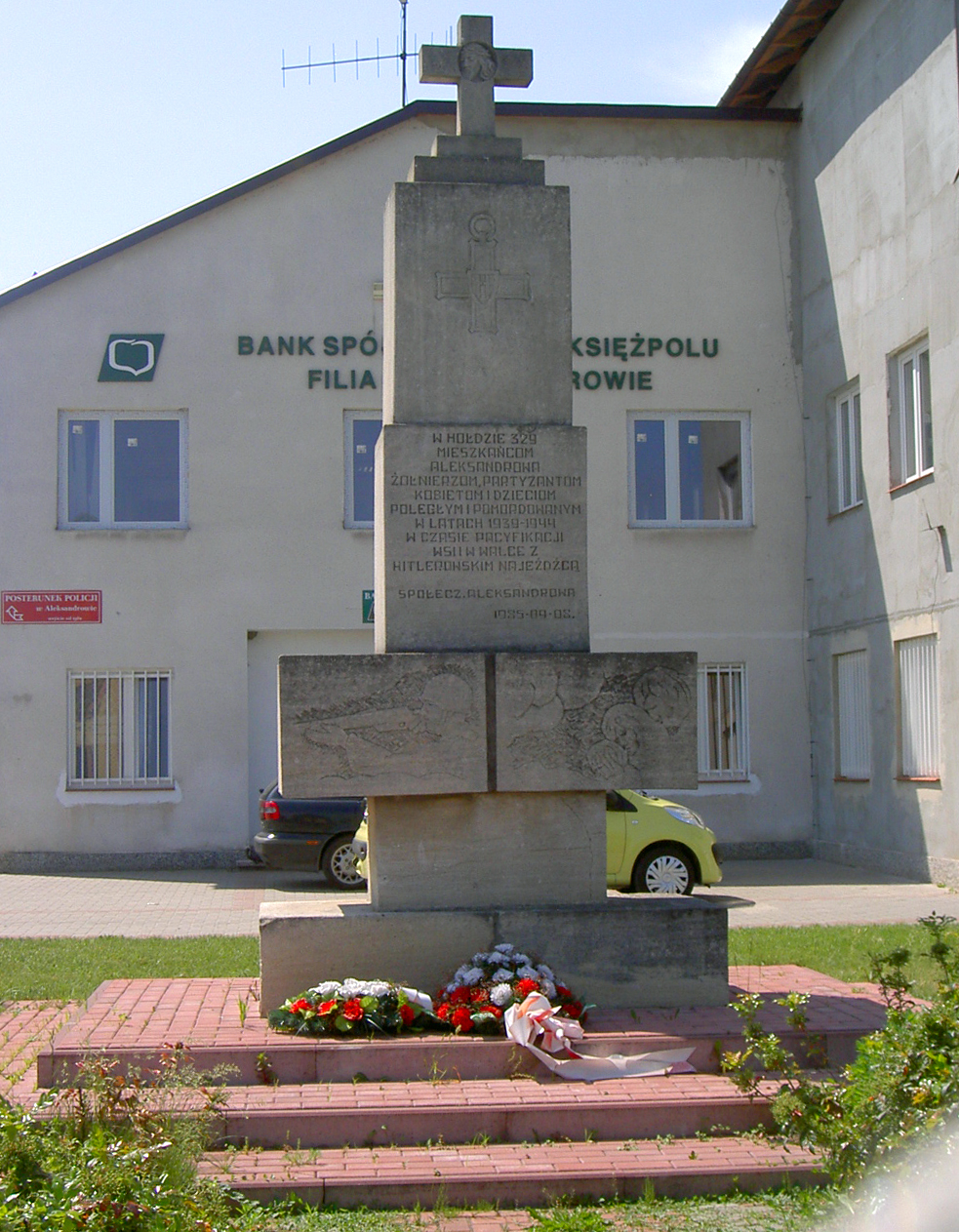
Monument dans le centre du village